# Automolis rubrovitta
Automolis rubrovitta là một loài bướm đêm thuộc phân họ Arctiinae, họ Erebidae.